# نشيد أوزبكستان الوطني
نشيد جمهورية أوزباكستان الوطني (بالأوزبكية: Ўзбекистон Республикаси Давлат мадҳияси / Oʻzbekiston Respublikasi Davlat madhiyasi)‏‎ هو النشيد الوطني لجمهورية أوزبكستان، اعتمد في 10 ديسمبر 1992.